# إسحاق دبليو. بيشوب
إسحاق دبليو. بيشوب (بالإنجليزية: Isaac W. Bishop)‏ هو مصرفي وسياسي أمريكي، ولد في 1804. حزبياً، نشط في الحزب الديمقراطي. وقد انتخب عضو جمعية ولاية نيويورك وانتخب عضو مجلس ولاية نيويورك.